# Propulseur de plongée

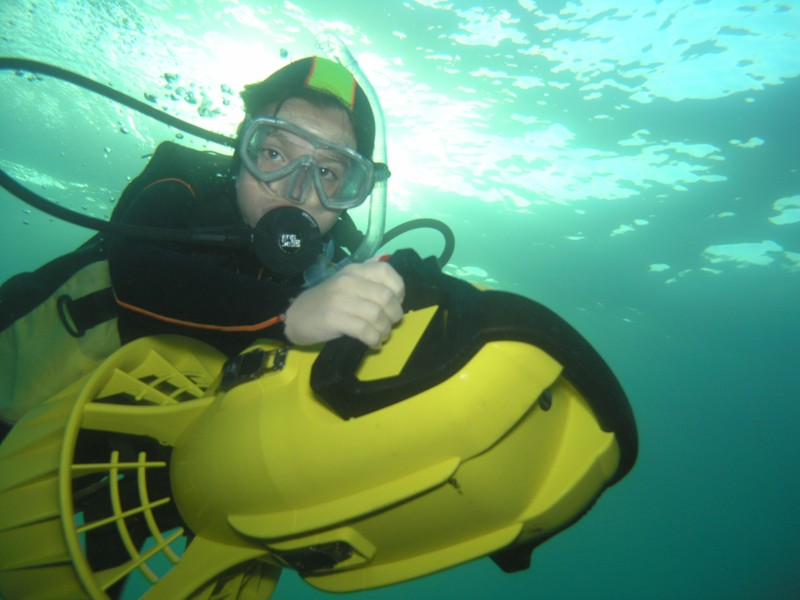
Modèle léger de loisir

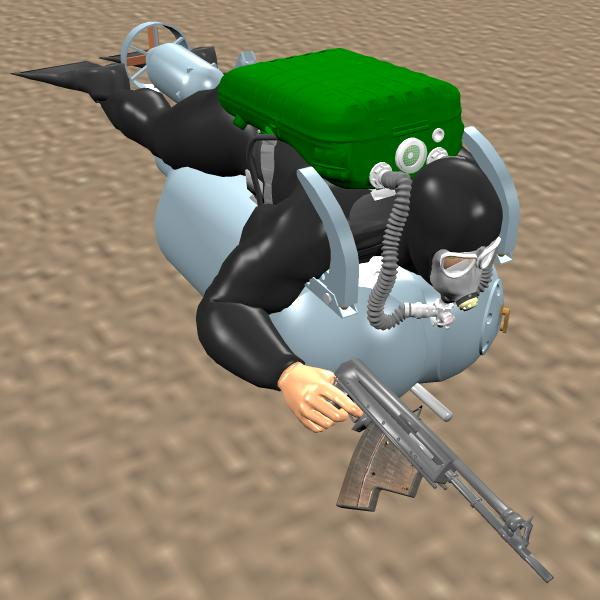
Représentation d'un nageur de combat russe chevauchant un Protei 5, avec une arme à feu sous-marine APS (fusil d'assaut sous-marin)

Un propulseur de plongée est un engin automoteur de forme et de taille variable destiné aux plongeurs en apnée et aux plongeurs bouteille leur permettant d'augmenter leur rayon d'action et/ou de transporter du matériel. Il se différencie du sous-marin au sens strict dans la mesure où le personnel n'est pas au « sec ».
Inventé par les Italiens à la fin de la Première Guerre mondiale pour les nageurs de combat, il fut assez largement utilisé pendant la Seconde Guerre mondiale avec des plongeurs équipés de recycleurs. Par la suite des versions civiles ont été créés à la suite de l'apparition du scaphandre autonome.

## Terminologie
Des acronymes anglais peuvent être rencontrés : DPV (Diver Propulsion Vehicle) ou plus rarement DPD (Diver Propulsion Device) et pour de grands modèles carénés SDV (Swimmer Delivery Vehicle), mais aussi SLV (Subsea light Vehicle).
On trouve également l’appellation « Scooter sous-marin ».
On parle parfois de torpille humaine du fait de la forme de certains modèles militaires mais, contrairement aux torpilles, ils ne sont jamais lancés contre les navires.
L'expression « sous-marin humide » existe aussi, en particulier pour les modèles carénés. Il existe deux courses de sous-marin à propulsion musculaire ayant pour objectif de développer des programmes de recherches universitaire.

## Variantes
À l'origine, on trouve des modèles en forme de torpille humaine chevauchés par deux plongeurs. Après la Mignatta d'origine, on a les différentes Siluro a lenta corsa « Maiale » au sein de la Xe Flottiglia MAS et ses copies anglaise Chariot et allemande. Des modèles carénés, moins fatigants pour les plongeurs, ont également été créés par la suite.

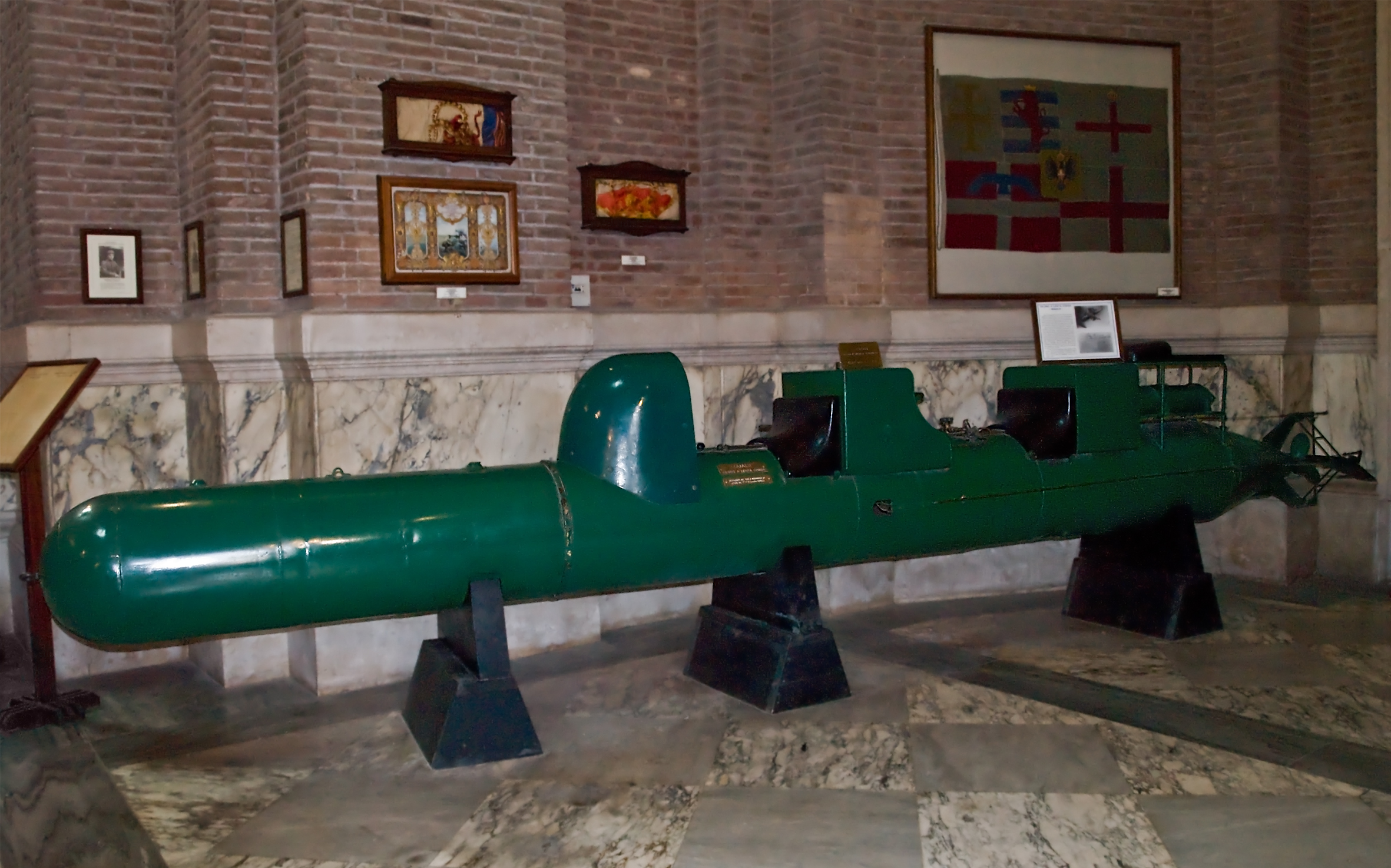
Maiale.
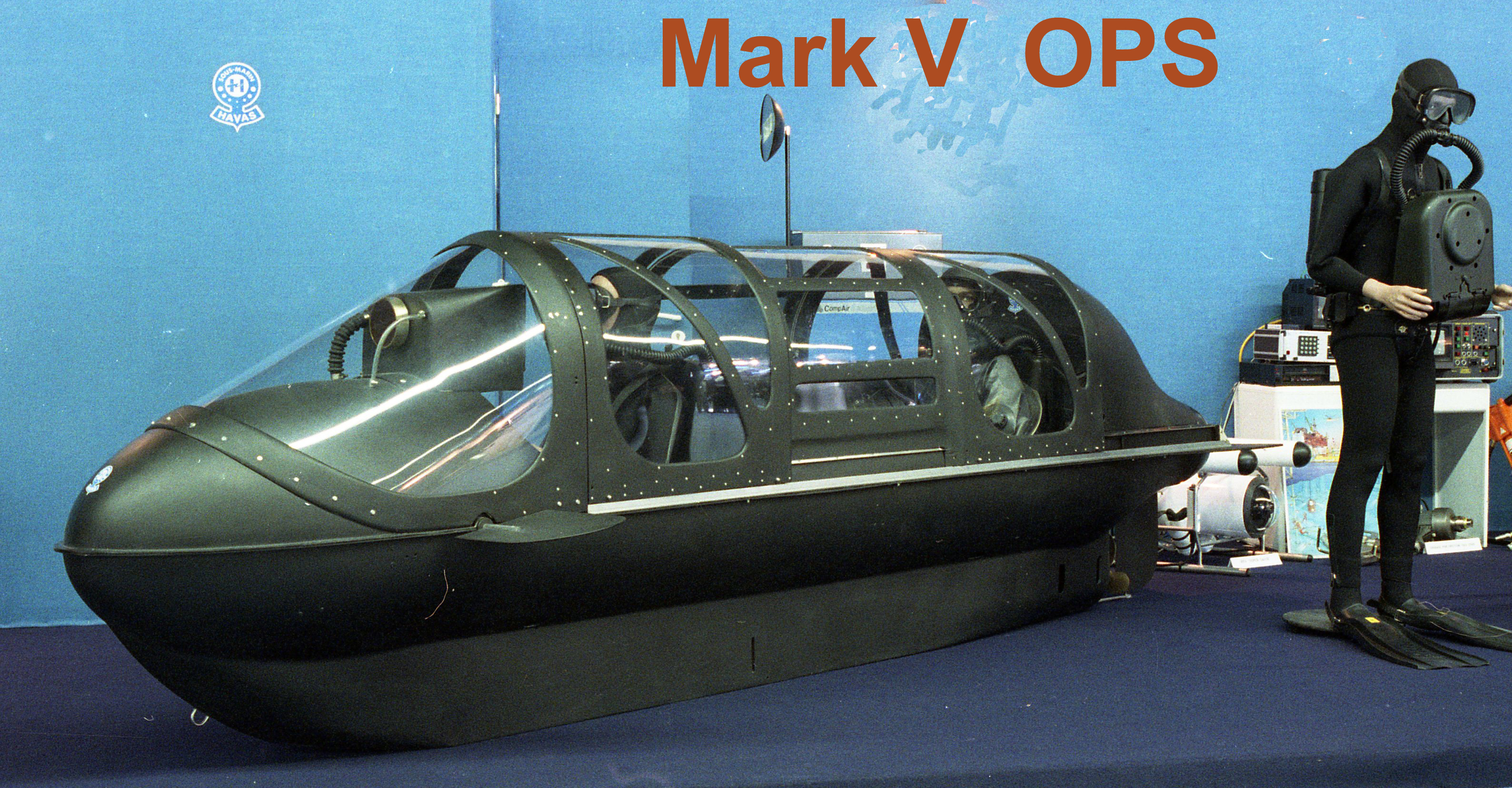
Havas Mark V, modèle caréné et un plongeur avec recycleur.

Les modèles légers individuels sont d'après-guerre.
Quelques modèles de petites embarcations submersibles existent :
- Motorised Submersible Canoe (en) du SOE
- Subskimmer (en) moderne.
- Scubster
- Scubster Nemo[2]
- Murene[1]

## Lessous-marins à propulsion humaine

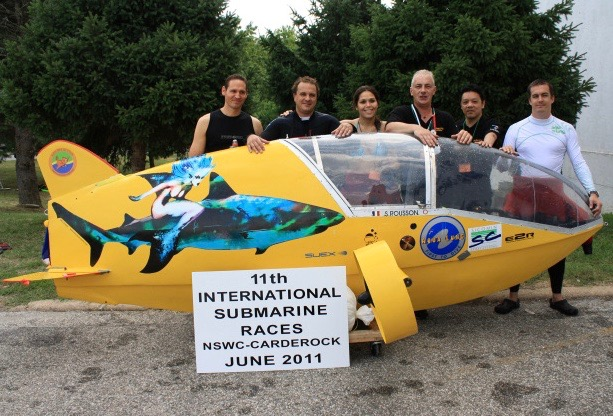
Scubster Prix de l'innovation ISR 2011 Bethesda USA.

Il existe deux courses internationales de sous-marin à propulsion humaine qui rassemblent un grand nombre d'équipes universitaires et indépendants.
Une seule équipe française participa à l'International Submarine Race au Naval Warfare Surface Center de Bethesda en 2011 remportant le prix de l'innovation avec le Scubster.
Le Scubster est visible au musée Frédéric-Dumas de la plongée sous-marine.

## Les sous-marins humides à propulsion électrique civils et militaires

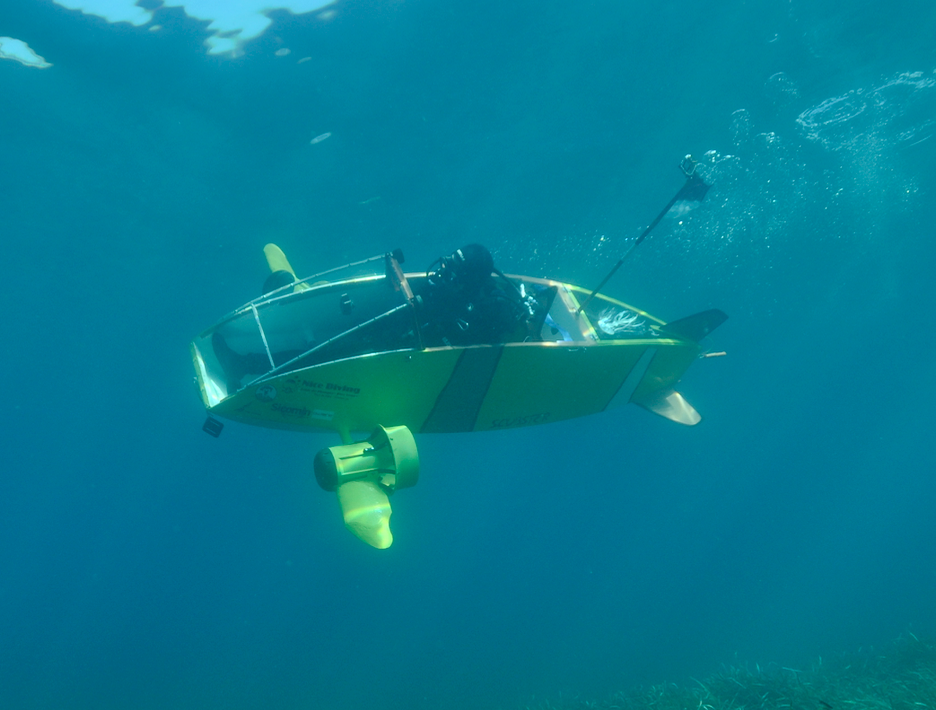
Scubster Nemo 2015.

Développé en France par l'équipe de Stephane Belgrand Rousson, le Scubster Nemo effectuera sa première plongée de démonstration à Saint-Jean-Cap-Ferrat en 2015. En 2018 Alseamar présente un tracteur sous-marin le Murene.

## Limites
Contrairement aux sous-marins, la plupart des limites sont imposées par les capacités du plongeur et non pas de l'engin :
- Les nageurs de combat n'ont qu'une capacité opérationnelle de quelques heures, soit un rayon d'action de quelques dizaines de kilomètres au plus avec propulseurs, d'où généralement la nécessité d'être amenés et récupérés par un véhicule « mère » (sous-marin, navire, hélicoptère). Les Italiens avaient installé une base clandestine en Espagne près de la base britannique de Gibraltar, mais c'est une exception.
- En cas de mauvaise visibilité (ou d'opérations de nuit) on risque la collision si l'on est près du rivage (ou dans un port pour les nageurs de combat). Un modèle comme le Havas ASDV Mark 10 est doté d'un sonar anti-collision.
- Il faut rester à profondeur constante sinon on risque l'accident de décompression. Ce n'est pas un problème pour la plongée avec recycleur, celui-ci ne permettant pas de descendre à plus de quelques mètres.[réf. nécessaire]
- En plongée récréative, la vitesse nuit à l'observation de la faune souvent discrète.

## Armement et alternatives militaires

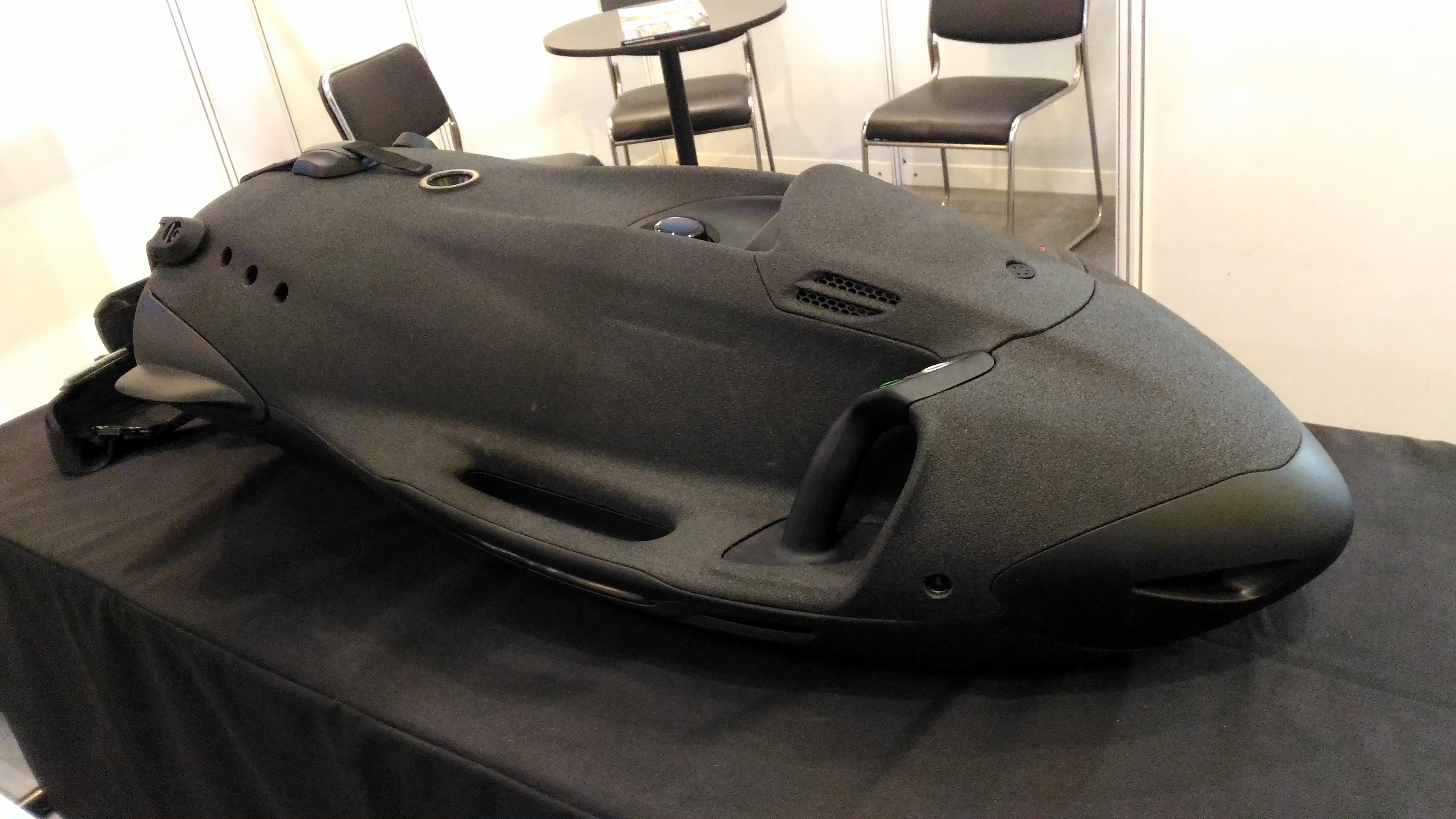
Seabob Black Shadow allemand

Un propulseur de plongée peut-être utilisé pour le renseignement, mais quand il est utilisé offensivement il porte une charge explosive à fixer au navire (quille de roulis ou par aimants comme une mine limpet) ou déposées au fond de mer sous le navire visé.
L'augmentation du rayon d'action des nageurs de combat est aussi obtenu par canot pneumatique, kayak, sous-marin (qui peut être équipé d'une valise sèche) y compris de poche comme le classe X pendant la Seconde Guerre mondiale ou l’Advanced SEAL Delivery System (en) qui fut un échec.
Le sous-marin de classe Dolphin permet par ses tubes lance-torpille de mettre en œuvre un propulseur
L'attaque discrète fut aussi effectuée directement avec des sous-marins de poche et plus rarement avec des canots explosifs.¨

## Propulseurs modernes dans le monde
Parmi les propulseurs militaires en service dans le monde, on peut citer:

### Espagne

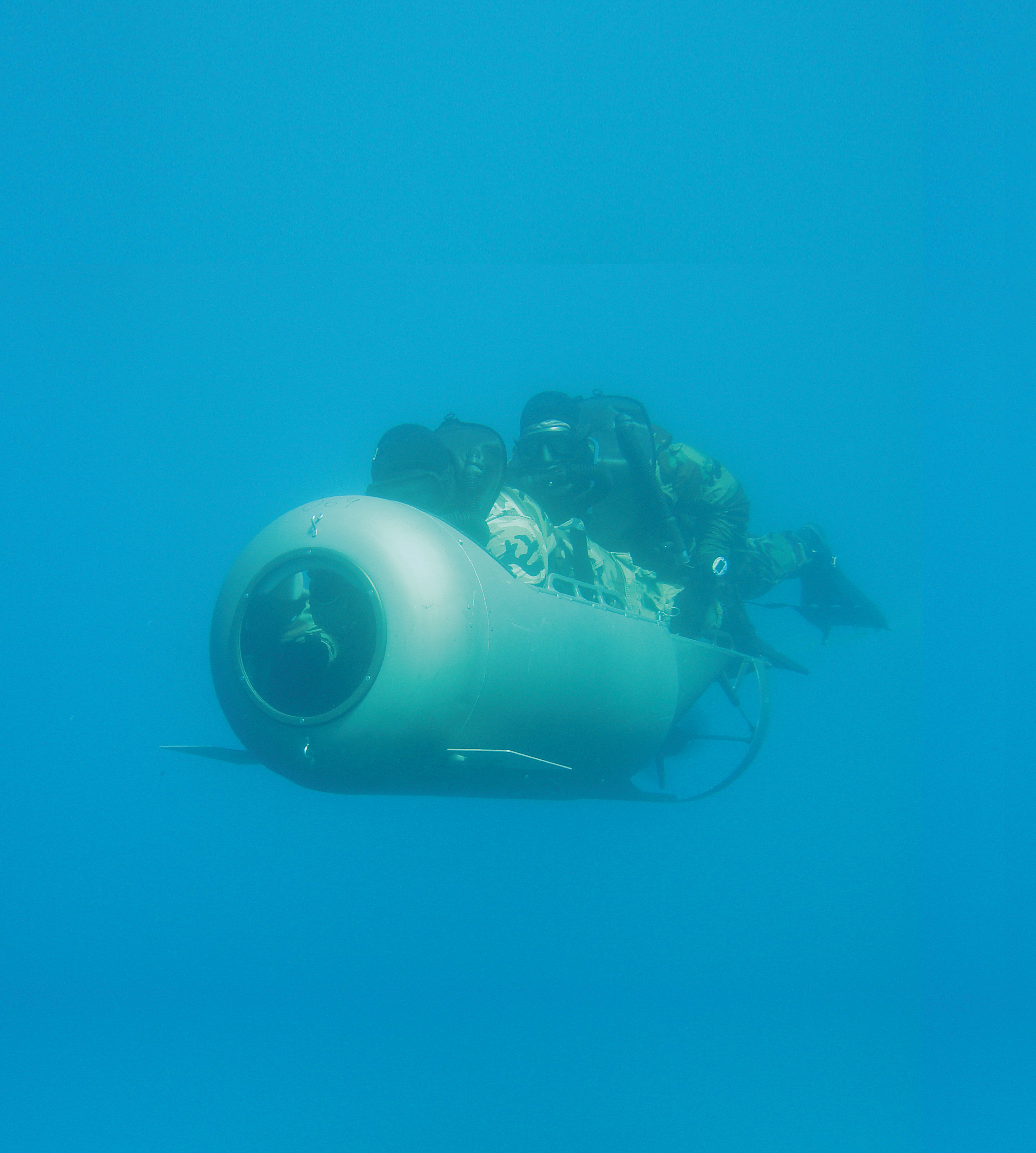
Propulseur STIDD en service dans l'Armada espagnole

- L'Armada espagnole met en œuvre pour ses plongeurs de combat le propulseur STIDD.

### Italie
Série de propulseurs Cosmos CE2F comme le CE2F/X100-T
Pour deux personnes

### Pologne
Błotniak
Pour une personne

### Russie/URSS
Protei 5
Pour une personne, le propulseur est attaché au plongeur
Sirena
Sirena est une torpille humaine de 8 m de long avec 53 cm de diamètre qui peut être tirée depuis un tube lance-torpille. Sirena peut transporter deux nageurs avec une portée de 11 nmi à une vitesse de 2-4 nœuds, avec une profondeur maximale de 40 m.
Project 907 Triton 1
Project 907 Triton 1 est un propulseur soviétique qui pèse 1.6 t et opéré par 2 personnes. Le propulseur peut resté posé sur le sol marin durant 10 jours avant d'être redémarré, permettant une grande disponibilité opérationnelle. Long de 5 m, il peut atteindre une profondeur de 40m, il a une portée de 35 nmi avec 6h d'endurance à une vitesse de 6 nœuds.
Project 908 Triton 2
Project 908 Triton 2 d'origine soviétique pèse 5.3 t et transporte 6 personnes. Une pression continue est maintenue dans le véhicule sous-marin en rapport avec la profondeur. D'une longueur de 9.5 m et d'une profondeur de 2.2 m, et une profondeur maximale de 40 m. Le véhicule a une profondeur de 60 nmi avec 12h d'endurance, a une vitesse de 6 kn.